# Reality (film)
Reality is een Amerikaanse misdaaddramafilm uit 2023, geregisseerd door Tina Satter, naar een scenario van Satter en James Paul Dallas. Het is gebaseerd op het transcript van de echt gebeurde FBI-ondervraging van de Amerikaanse klokkenluider Reality Winner. Dit was al eerder opgevoerd als het toneelstuk Is This a Room, ook onder regie van Satter. De hoofdrol is voor Sydney Sweeney als Winner, met Josh Hamilton en Marchánt Davis in bijrollen.
Reality ging in première op het 73e Internationaal Filmfestival van Berlijn op 18 februari 2023 en werd op 29 mei 2023 uitgebracht door HBO Films. Het heeft lovende kritieken gekregen, met lof voor de regie van Satter en de vertolking van Sweeney.

## Verhaal
Op 9 mei 2017 kijkt Reality Winner op de tv in haar kantoor naar Fox News-verslaggeving over het ontslag van James Comey door president Donald Trump. 25 dagen later, op 3 juni, komt Winner weer thuis na het doen van haar boodschappen. Ze wordt geconfronteerd met FBI-agenten Taylor en Garrick, die uitleggen dat ze een huiszoekingsbevel hebben om haar huis en haar bezittingen te doorzoeken. Terwijl een team van agenten arriveert en het huis begint te doorzoeken, voert Winner een informeel gesprek met de agenten, dat volledig wordt opgepikt door een opnameapparaat, waarvan het transcript de basis vormt van de dialoog in de film. 
Tijdens het eerste deel van de opname spreekt Winner haar bezorgdheid uit over de veiligheid van haar hond en kat tijdens de zoektocht.
Winner stemt ermee in met Taylor en Garrick te praten in een lege, niet meer gebruikte slaapkamer in haar huis. Garrick en Taylor beginnen Winner te ondervragen over de bijzonderheden van haar werk. Ze legt uit dat ze, naast haar werk als yoga-instructeur en CrossFit-trainer, Farsi-vertaler is voor een overheidsaannemer en hoopt als vertaler in Afghanistan te worden ingezet, zodat haar vloeiend Pashto beter kan worden benut. De agenten onthullen uiteindelijk dat ze Winner ondervragen over het recente lekken van geheime overheidsdocumenten naar een online publicatie. Winner ontkent aanvankelijk, maar moet in de loop van een uur uiteindelijk bekennen dat ze een document uit de database van de National Security Agency heeft afgedrukt en gelekt.
De film bevat aanvankelijk details van het lek, zoals in het transcript wordt gedaan, maar uiteindelijk wordt duidelijk dat de documenten het bewijs van Russische inmenging in de Amerikaanse verkiezingen van 2016 onthulden, en dat de publicatie The Intercept was; die een oproep tot bewijs had gedaan van Russische inmenging.
Winner ontkent klokkenluider te willen zijn of de inlichtingengemeenschap à la Edward Snowden te willen ondermijnen, maar geeft in plaats daarvan aan dat ze wenste dat het Amerikaanse publiek dezelfde informatie zou krijgen als de regering over de verkiezingen. Als het verhoor ten einde loopt, uit ze vooral haar bezorgdheid over haar huisdieren, aangezien ze beseft dat ze in hechtenis zal worden genomen. 
Ze wordt uit haar huis geleid en geboeid, terwijl er beelden worden getoond van mediaberichten over het lek. Winner krijgt zowel lof als kritiek voor haar acties, waarbij sommigen haar ervan beschuldigen samen te werken met het Midden-Oosten of de waarheidsgetrouwheid van de lekken helemaal ontkennen. Sommige media bekritiseren The Intercept omdat ze Winner als bron niet beschermden, en anderen denken dat de straf van Winner bedoeld was om potentiële klokkenluiders te ontmoedigen.
Een tekstuele epiloog legt uit dat Winner borgtocht werd geweigerd en werd aangeklaagd op grond van de spionagewet. Ze bracht vier jaar door in de gevangenis en zal tot november 2024 onder toezicht blijven. Er wordt opgemerkt dat het door Winner gelekte document later in de Senaat werd gebruikt als bewijs van Russische inmenging.

## Cast
- Sydney Sweeney als Reality Winner
- Josh Hamilton als agent Garrick (Justin C. Garrick)
- Marchánt Davis als agent Taylor (R. Wallace Taylor)
- Benny Elledge als "Joe" (onbekende man)
- John Way als FBI-agent

## Productie

### Ontwikkeling
De film toont het verhoor van klokkenluider Reality Winner, dat plaatsvond op de dag van haar arrestatie op 3 juni 2017. Winner, een voormalig lid van de Amerikaanse luchtmacht en vertaler van de NSA, lekte een inlichtingenrapport over Russische inmenging in de Amerikaanse verkiezingen van 2016 naar de nieuwswebsite The Intercept. Winner werd thuis in Augusta, Georgia, geconfronteerd met FBI-agenten R. Wallace Taylor en Justin C. Garrick, die haar een uur lang ondervroegen in een ongebruikte kamer in huis.
Tina Satter maakte van het verhoortranscript de letterlijke theatervoorstelling Is This a Room (gebaseerd op het transcriptcitaat "Is this a room? Is that a room?" in de film gesproken door een FBI-agent gespeeld door John Way), die in 2019 in première ging in The Kitchen en later dat jaar een uitgebreide off-Broadway-run kreeg in het Vineyard Theatre. 
In de productie speelde Emily Davis de rol van Winner, met Pete Simpson en TL Thompson als de ondervragers, en Becca Blackwell als "onbekende man", een titel in het transcript voor meerdere FBI-agenten die tijdens het verhoor het huis van Winner inspecteerden. 
Het stuk ging in première op Broadway in het Lyceum Theatre op 10 oktober 2021 en eindigde op 27 november 2021. Winner was zelf niet betrokken bij de productie tijdens de eerste off-Broadway-run vanwege haar gevangenschap, en kon de Broadway-productie niet zien omdat ze nog steeds onder huisarrest stond, maar sprak uitgebreid met het creatieve team na haar vrijlating uit de gevangenis.
In juni 2022 werd aangekondigd dat Is This a Room zou worden verfilmd, met Sydney Sweeney, Josh Hamilton en Marchánt Davis in de hoofdrollen en Satter in haar filmdebuut, met een scenario dat ze samen met James Paul Davis schreef. Ter voorbereiding op haar rol bekeek Sweeney interviews en sprak ze met de echte Winner via Zoom en tekstberichten. Sweeney gebruikte deze gesprekken om de spreekmaniertjes van Winner te begrijpen die ze zou nabootsen. Omdat Winner als yogatrainer en CrossFit-instructeur werkte, trainde Sweeney ook om haar spiermassa te vergroten, in sommige gevallen met behulp van trainingen die Winner op haar Instagram plaatste. 
Naast haar gesprekken met Sweeney overlegde Winner tijdens het productieproces met de garderobe- en kunstafdelingen. Ondanks haar betrokkenheid en steun voor de film, beweert Winner dat ze de film waarschijnlijk nooit zelf zal bekijken, omdat ze het vooruitzicht om de dag van haar arrestatie opnieuw te beleven te traumatisch vindt.

### Opnames
De opnames begonnen in mei 2022, gedurende 16 dagen. Aan het begin van de productie werd buiten gefilmd, waarbij de laatste 9 à 10 dagen gericht waren op het filmen in de kamer. De hele ondervragingsreeks werd in volgorde gefilmd, wat Sweeney ongebruikelijk vond. In eerdere producties waaraan ze had gewerkt werd meestal niet in volgorde gefilmd.

## Release
De film ging op 18 februari 2023 in wereldpremière op het 73e Internationale Filmfestival van Berlijn. Kort daarna verwierf HBO Films de Amerikaanse distributierechten voor de film. De film werd op 29 mei 2023 uitgebracht op HBO. De film kreeg een bioscooprelease op internationale markten, waaronder het Verenigd Koninkrijk en Ierland op 2 juni, Australië op 29 juni en Frankrijk op 16 augustus.

## Ontvangst

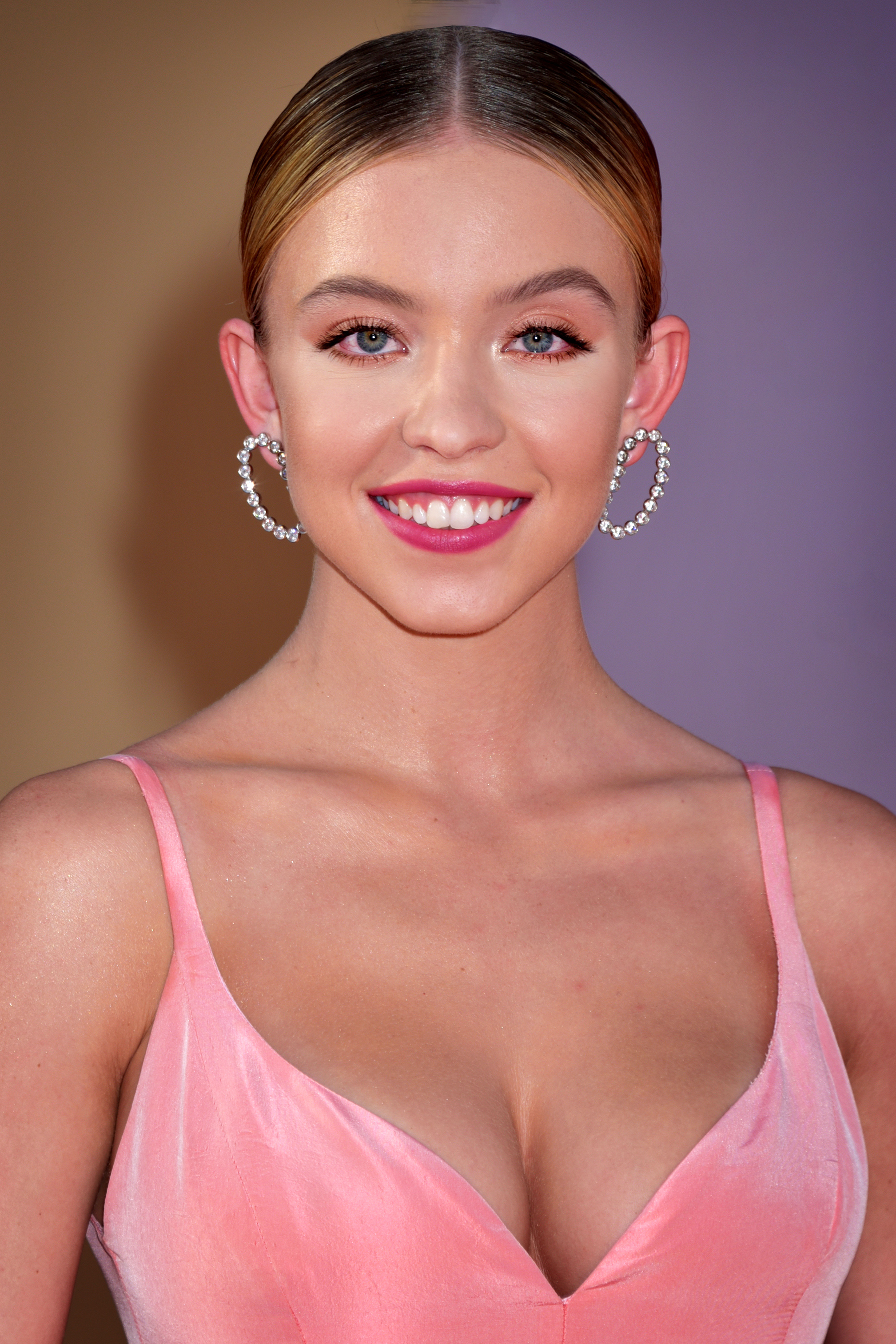
De vertolking van Sydney Sweeney oogstte veel lof van critici.

Reality kreeg positieve recensies van critici op Berlinale, met lof gericht op zowel de regie van Satter als de acteerprestaties (met name die van Sweeney).  Op Rotten Tomatoes luidt de consensus: " De beperkte reikwijdte en het aangrijpende, op feiten gebaseerde verhaal vormen samen een meeslepende showcase voor Sydney Sweeney in de titelrol."
Metacritic gaf de film een score van 83 op 100, gebaseerd op 27 recensies.
David Rooney van The Hollywood Reporter prees de overgang van het minimalistische decorontwerp van Is This a Room naar de realistische recreatie van het huis van Winner in de film, waarbij hij opmerkte "Satter toont als beginnend filmregisseur een onwankelbare beheersing van het medium", waarbij hij het gebruik benadrukte van de close-up als een directe vertaling van het surrealistische verhaal.